# Miss Harriet (recueil)
Pour la nouvelle, voir Miss Harriet.
Miss Harriet est un recueil de nouvelles de Guy de Maupassant, publié en 1884.

## Historique
La plupart des contes ont fait l'objet d'une publication antérieure dans des journaux comme Le Gaulois ou Gil Blas, parfois sous le pseudonyme de Maufrigneuse. Le recueil est publié le 22 avril 1884 chez l'éditeur Victor Havard.

## Nouvelles
Le recueil est composé des douze nouvelles suivantes :
- Miss Harriet (1883)
- L'Héritage (1884)
- Denis (1883)
- L'Âne (1883)
- Idylle (1884)
- La Ficelle (1883)
- Garçon, un bock !... (1884)
- Le Baptême (1884)
- Regret (1883)
- Mon oncle Jules  (1883)
- En voyage (1883)
- La Mère Sauvage (1884)

## Réception critique
Le recueil est bien accueilli sans toutefois battre les ventes du recueil Les Sœurs Rondoli qui atteindra 9 500 exemplaires en deux mois.